# بزرگراه میان‌ایالتی ۴۴

نشان بزرگراه میان‌ایالتی ۴۴

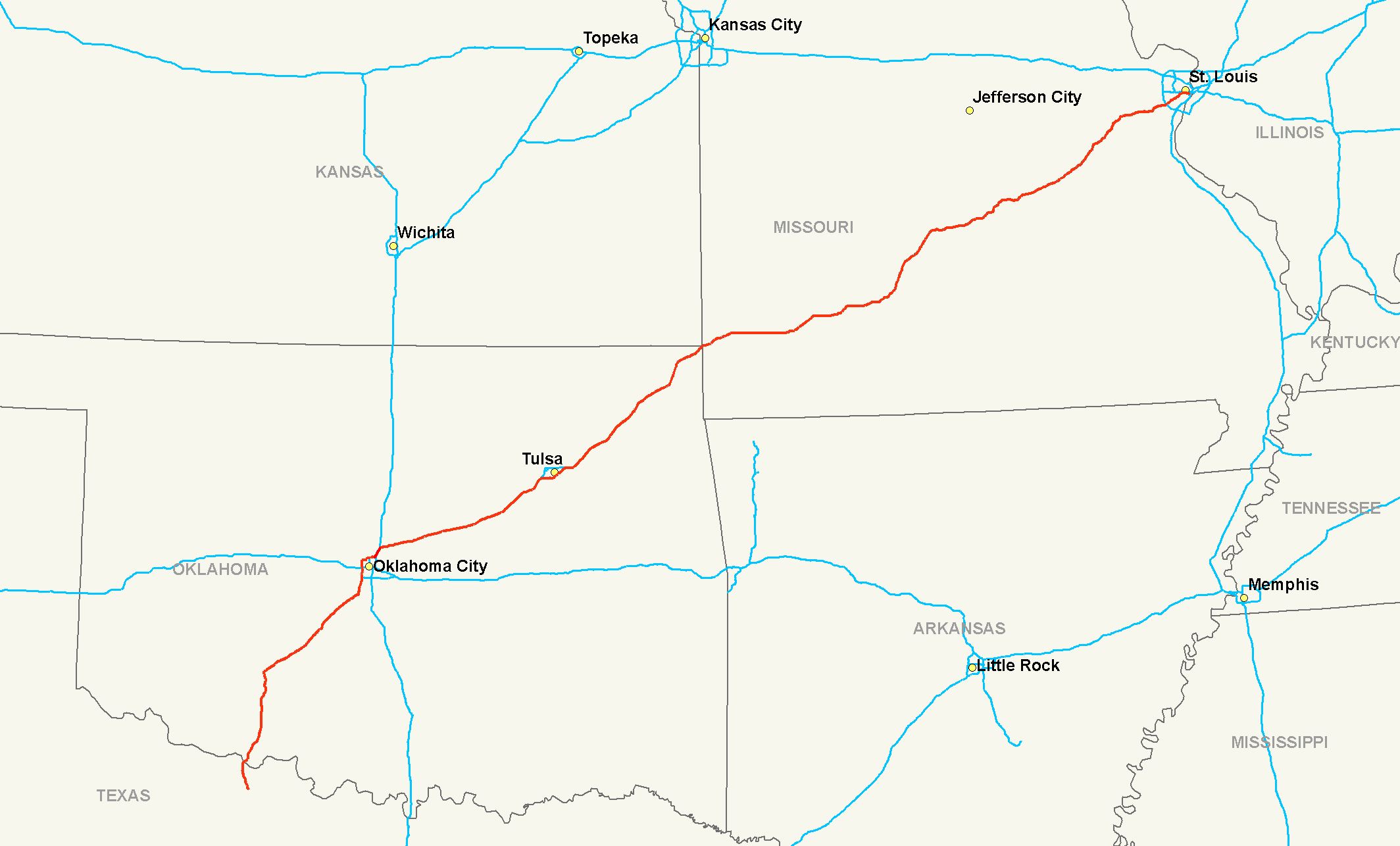
نقشه بزرگراه میان‌ایالتی ۴۴

بزرگراه میان ایالتی ۴۴ (به انگلیسی: Interstate-44، مخفف:I-44) یکی از بزرگراه‌های میان ایالتی آمریکاست؛ که مسیر شرقی-غربی داشته و زیرمجموعه دارد.